# Sulejman Starova
Sulejman Starova (ur. 1874 we wsi Starovë k. Pogradeca, zm. w lipcu 1934 w Korczy) – albański polityk i ekonomista, trzykrotny minister finansów Albanii (1921, 1925–1927, 1927–1928).

## Życiorys
Uczył się w Monastirze, a następnie przeniósł się wraz z rodziną do Stambułu, gdzie ukończył studia z zakresu finansów. Do 1912 pracował w banku w Stambule, a także w poselstwie francuskim w tym mieście. Po ogłoszeniu niepodległości Albanii opuścił Stambuł i powrócił do ojczystego kraju. W latach 1913–1920 pracował w administracji finansowej Albanii. W 1920 objął stanowisko doradcy w ministerstwie finansów, a w 1921 po raz pierwszy objął kierownictwo resortu. W 1926 przewodniczył delegacji albańskiej w rozmowach z Włochami dotyczącymi współpracy gospodarczej między dwoma krajami.
W styczniu 1924 uzyskał mandat deputowanego do parlamentu, ponownie w wyborach w roku 1925. Przez ostatnie lata życia pracował w Radzie Kontroli Finansowej na stanowisku prokuratora. Postępująca choroba (gruźlica) przyczyniła się do jego śmierci w roku 1934. Z uwagi na trudną sytuację finansową rodziny, koszty pogrzebu pokryły władze miasta Korczy.
Był żonaty (żona Bediha), miał trzech synów. 